# Masia les Comes (Sant Quirze de Besora)
les Comes és una masia al terme de Sant Quirze de Besora (Osona) inclosa a l'Inventari del Patrimoni Arquitectònic de Catalunya.

## Arquitectura
Casa pairal de grans dimensions, de planta quadrangular orientada a sud. Presenta dos cossos afegits a la part de llevant. Consta de planta baixa i dos pisos. La seva edificació damunt la roca en un desnivell ha provocat que des de ponent es pugui entrat al primer i segon pis des del nivell del sòl exterior. El seu aspecte extern és sobri i auster, i els seus materials són nobles (pedra i embigats de fusta). S'accedeix a ella des de l'era del sud o des de la de ponent, ambdues obertes i només delimitades per una cabana i un cobert. S'ha restaurat, afectant teulada i façanes.

## Història
Les notícies històriques de la casa de les Comes apareixen des de les darreries de l'edat mitjana. Malgrat tot, la casa actual data del segle xviii (el cos principal) i el XIX (els afegits). Els seus propietaris adquiriren la casa de les Comes (de Sant Quirze, Plaça Major), al segle passat, quedant aquesta com a masia explotada per masovers. Actualment està en curs re restauració i segueix essent explotació agrària i residència (1989). És de destacar la cura amb què es fa la restauració, respectant al màxima la fesomia exterior i interior.